# Орініно
Орі́ніно (рос. Оринино, чув. Чиркӳллĕ Тутарань) — село у Чувашії Російської Федерації, у складі Орінінського сільського поселення Моргауського району.
Населення — 155 осіб (2010; 162 в 2002, 205 в 1979, 221 в 1939, 236 в 1926, 252 в 1906, 154 в 1858, 753 в 1795).

## Історія
Згадується під назвами Архангельське, Мала Арініна. До 1866 року заселене державними селянами, які займались землеробством, тваринництвом, виробництвом коліс. У 1790-их роках діяло 2 храми — Архангела Михаїла та Святого Миколи Чудотворця. 1875 року відкрито чоловіче земське училище, у період 1923–1924 років — школу першого ступеня, перетворену 1933 року у неповну середню, а 1940 року — у середню. 1930 року створено колгосп «Червоне Сормово». До 1920 року село було у складі Коб'яшевської сотні та Акрамовської волості Козьмодемьянського повіту, до 1927 року — у складі Чебоксарського повіту. З переходом на райони 1927 року село увійшло до складу Татаркасинського району, 1939 року передане до складу Сундирського, 1944 року — до складу Моргауського, 1959 року — повернуто до складу Сундирського, 1962 року — до складу Чебоксарського, а з 1964 року повернуто до складу Моргауського району.

## Господарство
У селі діє Свято-Троїцький храм, збудований 1798 року, закритий у період 1935–2002 років.
Діють фельдшерсько-акушерський пункт, клуб, магазин.